# آرتور لا (ورزشکار)
آرتور لا (انگلیسی: Arthur Law; تاریخ ورودی نامعتبر است – تاریخ ورودی نامعتبر است) بازیکن هاکی روی چمن اهل بریتانیا بود.